# Faces (filme)
Faces (Rostos, em Portugal) é um filme de 1968 dirigido por John Cassavetes.

## Filme
Quarta produção de John Cassavetes e a segunda de forma independente, Faces é uma adaptação de uma peça teatral do próprio cineasta. Lançado em 24 de novembro de 1968, Faces recebeu três indicações ao Oscar: Melhor Roteiro Original, Melhor Ator Coadjuvante (para Seymour Cassel) e Melhor Atriz Coadjuvante (para Lynn Carlin).

## Enredo
Faces relata a lenta desintegração do casamento do casal Forst. Após Richard (John Marley) conhecer a estonteante Jeannie Rapp (Gena Rowlands), ele volta para a casa, onde briga com a esposa Maria (Lynn Carlin). Esta por sua vez se envolve com Chet (Seymour Cassel), em um clube noturno.